# Carlos Hank González
Carlos Hank González (Santiago Tianguistenco, Estado de México, 28 de agosto de 1927 - Santiago Tianguistenco, 11 de agosto de 2001), apodado El Profesor, fue un empresario y político mexicano. Originalmente un maestro, fue un emprendedor que construyó contactos políticos junto con un imperio empresarial, lo que llevó a varios cargos gubernamentales y políticos a nivel estatal (Estado de México) y nacional. Se le impidió buscar la presidencia debido a las leyes que, hasta 1999, requerían que ambos padres fueran mexicanos.
Hank González estuvo casado con Guadalupe Rhon y juntos procrearon a sus cinco hijos, entre ellos tres varones: Carlos, Cuauhtémoc y el menor de ellos, Jorge. Además, era conocido como el líder del Grupo Atlacomulco.
Además hay una avenida que lleva su nombre Av. Central (Carlos Hank González) ubicada en el Estado de México en los municipios de Nezahualcóyotl y Ecatepec.
Un informe filtrado del Centro Nacional de Inteligencia sobre Drogas (NDIC, por sus siglas en inglés) señaló que la presunta participación de Hank González en el tráfico de drogas y el lavado de dinero en algún momento representó "una amenaza criminal significativa para los Estados Unidos". El informe del NDIC también acusó a Hank González de corrupción política, evasión de impuestos, soborno y compra de votos. Este informe fue desmentido por autoridades estadounidenses y por la fuente del mismo. La entonces Fiscal General de Estados Unidos, Janet Reno, afirmó que "al realizar una revisión preliminar del proyecto de informe, se determinó que el tema del informe estaba más allá de la experiencia sustantiva y el área de responsabilidad del NDIC, y el proyecto se dio por terminado".

## Orígenes
Carlos Hank González nació el 28 de agosto de 1927 en Santiago Tianguistenco, estado de México; fue hijo de Jorge Hank Weber, un inmigrante alemán, y Julia González Tenorio; sus abuelos maternos fueron don Catarino González y doña Francisca Tenorio. La nacionalidad de su padre fue la razón por la cual estaba impedido para ser presidente de México, toda vez que no cumplía con el requisito establecido en el artículo 82 de la Constitución Política de los Estados Unidos Mexicanos: "ser hijo de padres mexicanos por nacimiento" (disposición que permaneció vigente hasta el año de 1993); esta fue la causa que le impidió llegar a la presidencia en 1982, pues era sumamente cercano a López Portillo.
Por el lado materno es descendiente de José Mariano González del Pliego (familiar de la Condesa de Sierra Nevada -Calimaya- descendiente de Juan Gutiérrez Altamirano, primo de Hernán Cortés), quien se casó con Gertrudis Alarcón, con quien tuvo 3 hijos, José Guadalupe, Mauricio y Ángel González del Pliego Alarcon. Mauricio, por su parte, se casó con Luz Benítez, quienes tuvieron entre otros, a Catarino González Benítez, quien se casa con Francisca Tenorio y fueron padres de Julia González Tenorio.
Carlos Hank González se casó con Guadalupe Rhon García, originaria de Tenango del Valle, Estado de México, con quien procreó a Carlos, Cuauhtémoc, Mario, Jorge, Maricela e Ivonne.
Fue maestro normalista egresado de la Escuela Normal de Toluca. Posteriormente, se desempeñó como maestro y director de escuela en Atlacomulco y como catedrático de la Escuela Normal Superior de México.

## Carrera
Su primer puesto en el gobierno fue el de Director de Educación Secundaria, durante el gobierno de Salvador Sánchez Colín, posteriormente fue Tesorero del Ayuntamiento de Toluca y en 1955 fue elegido Presidente Municipal de Toluca, cargo que ocupó hasta 1957. Cuando terminó su gestión municipal, el gobernador Gustavo Baz lo nombró director de Gobernación del Estado; luego en 1958 fue elegido diputado federal a la XLIV Legislatura y al terminar su periodo legislativo fue nombrado subgerente de ventas de la Compañía Nacional de Subsistencias Populares (CONASUPO) y en 1964 el presidente Gustavo Díaz Ordaz lo nombró titular de la misma.

## Gobernador del Estado de México
En 1969 fue postulado candidato del Partido Revolucionario Institucional a Gobernador del Estado de México, resultó elegido para el periodo 1969-1975. Sobre todo se le debe el inicio de la urbanización de la zona que hoy es Ciudad Nezahualcóyotl y Cuautitlán Izcalli y los asentamientos en el antiguo vaso del Lago de Texcoco.

## Regente del Distrito Federal
En 1976 fue nombrado jefe del Departamento del Distrito Federal (DDF) por José López Portillo. Su paso por el DF es recordado principalmente por sus obras del sistema de ejes viales, la continuación de las obras del Metro y la realización de la Central de Abasto de la Ciudad de México. 
Existe una colonia que lleva su nombre en la delegación Iztapalapa, y la Avenida Central de Ecatepec lleva por nombre "Av. Carlos Hank González", además de una colonia en el mismo municipio.

## Actividades empresariales
Hank González permaneció alejado de la política durante todo el gobierno de Miguel de la Madrid. Durante este tiempo se dedicó a la atención de sus negocios particulares.

## Secretario de Estado
En 1988 regresó a la política activa como uno de los más cercanos partidarios y colaboradores de Carlos Salinas de Gortari, que al iniciar su gobierno le nombró Secretario de Turismo. Un año y un mes después de la toma de posesión presidencial, en enero de 1990, fue nombrado Secretario de Agricultura y Recursos Hidráulicos, puesto desde el cual encabezó el proyecto salinista de reforma del Artículo 27 de la Constitución que significó la disolución del Ejido y su conversión en pequeños propietarios agrícolas. Al terminar el gobierno de Salinas de Gortari, se retiró de la política activa.

## Acusaciones criminales
Un artículo publicado en la década de 1990, más tarde desmentido por autoridades estadounidenses y por la fuente del mismo, citó un supuesto borrador incompleto y no oficial conocido como "White Tiger Executive Summary" en el que se afirmaba que el Centro Nacional de Inteligencia sobre Drogas de EE.UU. (NDIC) poseía información que vinculaba a Hank con actividades criminales, incluyendo presuntos vínculos con narcotraficantes como Amado Carrillo, Miguel Ángel Félix Gallardo, Ismael Zambada García y el Cártel de Tijuana. El reporte también afirmaba que Hank González tenía control sobre bancos estadounidenses, empresas de inversión y casinos, las cuales presuntamente fueron utilizadas para lavado de dinero, entre otras supuestas actividades. Sin embargo, la procuradora estadounidense Janet Reno negó la veracidad de dicho reporte y señaló que la supuesta fuente, un empleado de la citada agencia, ya no se encontraba en activo. Asimismo, en una carta la funcionaria afirmó que "al realizar una revisión preliminar del proyecto de informe, se determinó que el tema del informe estaba más allá de la experiencia sustantiva y el área de responsabilidad del NDIC, y el proyecto se dio por terminado".
En 2021, Carlos Hank apareció como personaje en la Tercera temporada de la serie dramática de Netflix Narcos: México, interpretado por Manuel Uriza. De acuerdo con expertos en la materia, la cuestionada mención de Hank en esta serie se debe a que no está vivo, de manera que pueden utilizar su nombre sin el riesgo de recibir una demanda por difamación. Esto fue confirmado por el protagonista de la serie, José María Yazpik, quien declaró que "al estar ya muerto Hank, se puede usar su nombre, mientras que, en otras temporadas, al enfrentarse a una posible demanda, optaron por cambiar los nombres".